# Rainier Fog
Rainier Fog ist das sechste Studioalbum der amerikanischen Rockband Alice in Chains. Es erschien am 24. August 2018 bei BMG.

## Entstehung
Das Album wurde erstmals nach 22 Jahren wieder in Seattle, Washington aufgenommen, und zwar mit Nick Raskulinecz im Studio X, wo die Gruppe bereits 1995 das selbstbetitelte Album aufgenommen hatte. Aber auch in einigen anderen Aufnahmestudios wie auch in Jerry Cantrells Heimstudio fanden Aufnahmen statt. Der Albumtitel bezieht sich auf den Mount Rainier beziehungsweise den Nebel, der den Berg bisweilen umgibt. Der Titelsong handelt hingegen von der Musikszene in Seattle.
Der ehemalige Queensrÿche-Gitarrist Chris DeGarmo spielte bei dem Titel Drone die akustische Gitarre.

## Titelliste
Das Album enthält 10 Titel:
| Nr.          | Titel                | Text             | Musik                            | Länge |
| ------------ | -------------------- | ---------------- | -------------------------------- | ----- |
| 1.           | The One You Know     |                  |                                  | 4:49  |
| 2.           | Rainier Fog          |                  |                                  | 5:01  |
| 3.           | Red Giant            |                  | Cantrell, Mike Inez, Sean Kinney | 5:25  |
| 4.           | Fly                  |                  | Cantrell, Kinney                 | 5:18  |
| 5.           | Drone                |                  | Cantrell, Inez, Kinney           | 6:30  |
| 6.           | Deaf Ears Blind Eyes |                  |                                  | 4:44  |
| 7.           | Maybe                |                  |                                  | 5:36  |
| 8.           | So Far Under         | William DuVall   | DuVall                           | 4:33  |
| 9.           | Never Fade           | DuVall, Cantrell |                                  | 4:40  |
| 10.          | All I Am             |                  |                                  | 7:15  |
| Gesamtlänge: | Gesamtlänge:         | Gesamtlänge:     | Gesamtlänge:                     | 53:21 |

Alle Songs wurden von Jerry Cantrell geschrieben, wenn nicht anders angegeben.

## Charts und Chartplatzierungen
Rainier Fog erreichte in Deutschland Rang acht der Albumcharts und platzierte sich eine Woche in den Top 10 sowie drei Wochen in den Top 100. Darüber hinaus erreichte das Album Rang drei in der Schweiz, Rang sechs in Österreich, Rang neun im Vereinigten Königreich sowie Rang zwölf in den Vereinigten Staaten. Die Band erreichte zum zweiten Mal die Top 10 der britischen Albumcharts sowie erstmals in Deutschland, Österreich und der Schweiz. In den Vereinigten Staates ist es das 14. Chartalbum sowie das achte in Deutschland, das siebte im Vereinigten Königreich und je das fünfte in Österreich und der Schweiz.
| ChartsChartplatzierungen       | Höchstplatzierung | Wochen |
| ------------------------------ | ----------------- | ------ |
| Deutschland (GfK)              | 8 (3 Wo.)         | 3      |
| Österreich (Ö3)                | 6 (4 Wo.)         | 4      |
| Schweiz (IFPI)                 | 3 (4 Wo.)         | 4      |
| Vereinigtes Königreich (OCC)   | 9 (2 Wo.)         | 2      |
| Vereinigte Staaten (Billboard) | 12 (2 Wo.)        | 2      |